# Белона (лек крайцер, 1942)
Белона (на английски: HMS Bellona (63), от английски: Bellona – Белона) е лек крайцер на Британския Кралски флот, от времето на Втората световна война. Главен кораб от серията от 5 крайцера на типа „Белона“ („Подобрен „Дидо““). Заложен е в корабостроителницата Fairfield в Глазгоу на 30 ноември 1939 г. Спуснат е на вода на 29 септември 1942 г., ставайки четиринадесетият британски кораб, носещ това име. Влиза в строй на 29 октомври 1943 г., след забавяне, предизвикано от поставянето на електрическите кабели. Девизът на кораба е: „Битката е наше призвание“ (на английски: Battle is our Business).

## История на службата
На 30 септември 1943 г. крайцерът влиза в експлоатация в състава на Home Fleet. Към 29 октомври на крайцера са завършени приемните изпитания. Приемането на кораба се забавя, заради отстранявне на дефекти. През ноември, след края на изпитанията и приемане на припаси, крайцерът преминава в Скапа Флоу. Но през целия декември неговата служба е отложена, поради продължаващо отстраняване на дефетки, а също така и поради лошото време.
Едва през януари 1944 г. крайцерът започва действия в състава на 10-та ескадра крайцери. Той е преведен в Ла Манш, за патрулни и настъпателни действия в Бискайския залив и Канала. Той става флагмански кораб в състава на Force 26, което се състои от разрушителите HMS Tartar, HMS Ashanti, канадските разрушители HMCS Haida, HMCS Iroquois, HMCS Huron и HMCS Athabaskan, заменяйки потопения през октомври 1943 г. крайцер HMS Charybdis. Той продължава тази служба в течение на февруари и март, подсигурявайки защитата на конвоите от атаки на немски разрушители и торпедни катери. На 15 април има бой с немските торпедни катери от 9-та и 5-та немски флотилии, когато крайцерът, съвместно с разрушителите HMS Tartar и HMS Ashanti, осигурява прикритието на минаването на крайбрежния конвой WP492 към югозападните подходи. На 24 април крайцерът отплава за ремонт в Плимът, след замяната му в състава на Force 26 от крайцера HMS Black Prince.

### Десантът в Нормандия и действия във Франция
През май крайцерът е определен за участие в операция „Нептун“ – морската част на десанта в Нормандия. На 16 май действайки заедно с разрушителите HMS Tartar, HMS Haida и HMS Huron корабите откриват огън по британския крайцер-заградител HMS Apollo, осъществяващ миниране западно от Уесан (операция Hostile 32). Командирите на корабите от Force 26 не знаят за провеждането на операцията. След инцидента операцията по минирането е прекратена.
На 26 май крайцерът е отзован от прикритието на поредното миниране, поради заплахи от немски подводници. На 30 май той плава до Белфаст, за да се присъедини към корабите от бомбардировъчната група на западното оперативно съединение на десанта.
На 3 юни крайцерът извършва преход към Солент съвместно с американските линкори (USS Nevada (BB-36)), USS Arkansas (BB-33) и USS Texas (BB-35). На 4 юни корабите се намират при югозападните подходи във връзка с 24-часовата отсрочка на десанта. На 5 юни крайцерът се отделя от групата, за да се присъедини към американския крайцер USS Augusta (CA-31) в Плимът и заедно с него отплава към Солент за преход в района на Западното оперативно съединение.
На 6 юни, с началото на десанта, крайцерът се намира в състава на силите на десанта в сектор Омаха за осъществеване на огнева поддръжка и обезпечаване на зенитната отбрана. От 8 до 15 юни оказва със стрелбата си поддръжка в сектора на десанта. През този период крайцерът е подложен на нощна въздушна атака и унищожава един атакуващ самолет с огъня на 20-мм „Ерликони“. На 16 юни крайцерът завършва участието си в операцията и отплава към резерва в Плимът.
През юли крайцерът се връща в състава на Home Fleet, за участие в операции при крайбрежието на Норвегия. На 17 юли крайцерът влиза в състав а на ескорта на линкора HMS Duke of York, заедно с крайцерите HMS Kent, HMS Devonshire и HMS Jamaica прикриващ авиационните атаки на самолетоносачите HMS Formidable, HMS Indefatigable и HMS Furious над немския линкор Tirpitz в Kaafjord (операция Mascot). Тези атаки не се увенчават с успех. На 19 юли корабите се връщат в Скапа Флоу.
На 31 юли крайцерът възобновява изпълнението на службата си в Канала с корабите от 10-та крайцерска ескадра, базираща се в Плимът. Действа с крайцера HMS Diadem, ескортния самолетоносач HMS Striker, разрушителите от 10-та флотилия и фрегатите на 11-та група за поддръжка в състава на Force 26. Осъществява патрулиране между Брест и Ла Рошел за прихващане на подводниците, използвани при евакуацията на портовете на Биская (операция Kinetic).
На 5 август „Белона“ заедно с разрушителите HMS Tartar, HMS Ashanti, канадските разрушители HMCS Haida и HMCS Iroquois, в качеството на Force 26 излиза за атака над конвоите между острова Бел Ил и Ла Рошел. На 6 август, в бой против два конвоя при Сен Назер, те потопяват миночистачите H263, MW6 и стражевия катер V414. Един търговски кораб също е подпален. След войната се изяснява, че потопеният съд е корабът за ремонт на самолети Richtofen. В течение на този период корабът, също така, осигурява прикритието на въздушно-спасителната служба по маршрута между Гибралтар и Великобритания.

### Действия при Норвегия
През септември крайцерът отплава за ремонт в Клайд, който е извършен в частна корабостроителница. На 20 октомври, след завършването на следремонтните изпитания се връща в състава на ескадрата си в Скапа Флоу.
На 23 октомври „Белона“ съпровожда самолетоносача HMS Implacable, съвместно с разрушителите HMS Venus, HMS Scourge, HMS Savage, HMS Verulam, HMS Caprice, HMS Zambesi, HMS Cassandra и HMS Cambrian за подсигуряване на авио ударите по цели в Сорейсе (Sorreisa) и Бардуфосе (Bardufoss), в Норвегия (операция Athletic).
На 12 ноември „Белона“, съвместно с крайцера HMS Kent, разрушителите HMS Myngs, HMS Verulam, HMS Zambesi и канадския HMCS Algonquin в състава на Force 2, осъществява атаката над немския конвой KS-357 при Листер фьорд (операция Counterblast). В боя участва и брегова батарея.Следвоенната оценка включва загубата на два търговски съда (Cornosailles и Grief) и миночистачите M416 и M427.

### Участие в арктическите конвои
От 1 декември „Белона“ съпровожда арктическия конвой JW-62 съвместно с ескортните самолетоносачи HMS Campania, HMS Nairana, разрушителите HMS Beagle, HMS Bulldog, HMS Caesar, HMS Cambrian, HMS Cassandra, HMS Caprice, HMS Keppel, HMS Obedient, HMS Offa, HMS Onslaught, HMS Oribi, HMS Orwell и HMS Westcott. На 7 декември крайцерът се отделя от конвоя, с пристигането му в Колския залив. На 10 декември се присъединява към обратния конвой RA-62 със същите кораби. На 14 декември крайцерът се отделя от конвоя, за участие в удар по крайбрежието на Норвегия заедно с кораби от Home Fleet. (операция Counterblast). След това отплава за ремонт в Розайт.
След ремонта, през януари 1945 г., се връща към служба с Home Fleet. На 11 януари, в състава на Force 1 с крайцера HMS Norfolk и разрушители от флота, прикрива миннирането при остров Утсира (Utsira) (операция Gratis) и удара на кораби от флота по посока Егерсунд (Egersund) (операция Spellbinder). Ударите с крайцера HMS Dido и самолетите на ескортните самолетоносачи HMS Trumpeter и HMS Premier са много успешни: няколко съда и техният ескорт са потопени или повредени. По същото време, атаката над немската подводница U-427 е неуспешна.
На 6 февруари крайцерът излиза като ескорт на арктическия конвой JW-64 съвместно с ескортните самолетоносачи HMS Campania и HMS Nairana и тяхното съпровождение от фрегати и разрушители. На 15 февруари „Белона“ се отделя от JW-64, с пристигането в Колския залив. В течение на престоя в Колския залив крайцерът получава подводни удари по корпуса от взривовете на фрегатата HMS Denbigh Castle, която е изхвърлена на брега след големи повреди от торпедна атака по време на превеждането на JW-64.
На 17 февруари „Белона“ се присъединява към ескорта на обратния конвой RA-64. В хода на придружаването му потъват шлюпа HMS Lark и корветата HMS Bluebell. Този конвой също се сблъсква с много сурови условия на времето. На 27 февруари крайцерът се отделя и продължава службата си в Скапа Флоу, в състава на Home Fleet.
На 20 март влиза в състава на „Force 1“ с ескортните самолетоносачи HMS Premier, HMS Searcher и HMS Queen в съпровождение от разрушителите HMS Onslow, HMS Zest, HMS Serapis, и канадските разрушители HMCS Haida и HMCS Iroquois за поставянето на минни заграждения при Аскеволд (Askevold) и нанасянето на удар по брегови цели (операция Cupola). На 22 март прикрива провеждането на въздушни удари по Норвегия от борда на ескортните самолетоносачи HMS Nairana, HMS Puncher, HMS Queen и HMS Searcher съвместно с крайцера HMS Dido и шест разрушителя.
На 18 април крайцерът влиза в състава на конвоя JW-66, от ескортните самолетоносачи HMS Premier, HMS Vindex, крайцера HMS Diadem, разрушителите HMS Offa, HMS Zephyr, HMS Zest, HMS Zodiac, канадските HMCS Haida, HMCS Huron, HMCS Iroquois и норвежкия Stord. На 25 април пристига в Колския залив.
На 29 април отплава с обратния конвой RA-66. На 4 май се отделя от конвоя и плава до Розайт.
След края на войната в Европа, крайцерът продължава служба в състава на Home Fleet. През юни извършва поход до Осло за участие в парада по повод Победата.

### Следвоенна служба
„Белона“ остава в строй след края на войната. През 1948 г. е предаден на аренду на Кралския военноморски флот на Нова Зеландия, в състава на който остава до 1956 г.
Със завръщането си във Великобритания корабът е изваден в резерв. През 1957 г. е внесен в списъците за утилизация и е продаден през 1959 г. на BISCO за разкомплектоване в T H Ward през 1959 г.. Той пристига на буксир в Briton Ferry на 5 февруари 1959 г.

## Коментари
1. ↑  Всички данни се привеждат към момента на влизане в строй.